# Lifosa
Lifosa A.B. – litewskie przedsiębiorstwo działające w branży chemicznej, specjalizujące się w produkcji nawozów sztucznych.

## Historia
W 1959 roku rozpoczęto budowę fabryki superfosfatu w Kiejdanach, na terenie na terenie Litewskiej Socjalistycznej Republiki Radzieckiej. Pierwszą linią produkcyjną była instalacja kwasu siarkowego o wydajności 100 tys. ton rocznie, uruchomiona 18 stycznia 1963. W grudniu tego samego roku rozpoczęto produkcję superfosfatu proszkowego oraz granulowanego. W 1964 roku uruchomiono produkcję fluorku glinu, w 1968 - kwasu fosforowego oraz diwodorofosforanu amonu (NH4H2PO4).
W 1972 roku uruchomiono jednostkę mieszania nawozów, pozwalającą na produkcję nawozów fosforowo-potasowych. Działała ona do 1990 roku. W latach 1975–1988 prowadzono prace modernizacyjne, część przestarzałych instalacji zamknięto, uruchamiając w ich miejsce nowe. 
W 1996 zakład został sprywatyzowany. Kolejnymi produktami, których wytwarzanie uruchomiono były m.in.: wodorofosforan amonu (1998), wodorofosforan wapnia (2001), diwodorofosforan wapnia (2002).
W 2002 spółka została przejęta przez rosyjski koncern chemiczny EuroChem. 